# Asplenium kingii
Asplenium kingii är en svartbräkenväxtart som beskrevs av Edwin Bingham Copeland. Asplenium kingii ingår i släktet Asplenium och familjen Aspleniaceae. Inga underarter finns listade.